# Molophilus (Austromolophilus) kirra
Molophilus (Austromolophilus) kirra is een tweevleugelige uit de familie steltmuggen (Limoniidae). De soort komt voor in het Australaziatisch gebied.